# Città di Orange
La città di Orange è una Local Government Area che si trova nel Nuovo Galles del Sud. Essa si estende su una superficie di 285 chilometri quadrati e ha una popolazione di 38.057 abitanti. La sede del consiglio si trova a Orange.